# Xã Sioux Valley, Quận Union, Nam Dakota
Xã Sioux Valley (tiếng Anh: Sioux Valley Township) là một xã thuộc quận Union, tiểu bang Nam Dakota, Hoa Kỳ. Năm 2010, dân số của xã này là 243 người.